# آخر أيام بومبي (فلم 1935)
أخر أيام بومبي (بالإنجليزية: The Last Days of Pompeii) هو فيلم مقتبس من رواية تحمل ذات الاسم، وتعتبر من أشهر روائع الأدب العالمي، وهي تصور للناشئ حياة سكان مدينة بومبي الإيطالية في صيف عام 79 للميلاد وقبل أن يلفظ بركان فيزوف حممه الرهيبة ويدمرها في لحظة سجل التاريخ أهوالها ونتائجها.

## فريق العمل
- بريستون فوستر
- بازل راثبون
- ألان هيل
- لويس كاليرن

## روابط خارجية
- مقالات تستعمل روابط فنية بلا صلة مع ويكي بيانات